# Кјеро (Бјела)
Кјеро је насеље у Италији у округу Бијела, региону Пијемонт.
Према процени из 2011. у насељу је живело 5 становника. Насеље се налази на надморској висини од 299 м.